# الاحتلال السوفيتي لبيسارابيا وبوكوفينا الشمالية
خلال الفترة ما بين 28 يونيه و4 يوليو 1940 تمكن الجيش الأحمر السوفيتي بقيادة غيورغي جوكوف من احتلال مناطق بيسارابيا وبوكوفينا الشمالية وهرتزا الواقعة جميعها تحت السيادة الرومانية بعدما قامت الحكومة الرومانية بإخلاء قواعدها العسكرية والتنازل عن إدارة تلك المناطق للاتحاد السوفيتي.
كان الاتحاد السوفيتي قد خطط مسبقا لإتمام عملية انتزاع تلك الأراضي عن طريق غزو مسلح واسع النطاق إلا أن موافقة الحكومة الرومانية على الإنذار السوفيتي المرسل إليها بتاريخ 26 يونيه والذي نص على ضرورة سحب القوات الرومانية من الأراضي المعنية حال دون إتمام الغزو، من جانبها كانت ألمانيا على دراية بالنوايا السوفيتية تجاه بيسارابيا وبوكوفينا الشمالية من خلال الاتفاقات السرية الموقعة بين الجانبين السوفيتي والألماني على ضوء اتفاقية مولوتوف-ريبنتورب الموقعة عام 1939 كما نمى إلى علم الإدارة الألمانية أنباء عن الإنذار السوفيتي في 24 يونيه إلا أنها أبقتها سرا ولم تخبر السلطات الرومانية بشأنها كما لم تنو تقديم أي مساعدة للجانب الروماني إبقاء على مصالحها المشتركة مع الاتحاد السوفيتي في ذلك الوقت، على صعيد آخر كان لسقوط فرنسا في 22 يونيه أثرا هاما في إرسال الإنذار السوفيتي لرومانيا.
في 2 أغسطس 1940 أُعلنت جمهورية مولدوفا السوفيتية الاشتراكية دولة مؤسسة للاتحاد السوفيتي تقع تحت سيطرتها غالبية أراضي بيسارابيا تحت الإدارة السوفيتية بالإضافة إلى أراضي جمهورية مولدوفا المستقلة السوفيتية الاشتراكية على الضفة الغربية من نهر دنيستر، في حين ضُمّت المناطق ذات الغالبية السلافية (وتحديدا بوكوفينا الشمالية ومنطقة خوتين وبيسارابيا الجنوبية) لأراضي جمهورية أوكرانيا السوفيتية الاشتراكية، وتميزت فترة الإدارة السوفيتية لتلك المناطق بالعديد من حملات القمع السياسي والاعتقال والتهجير الجبري وترحيل السكان إلى معسكرات العمل وكذلك عمليات التصفية الجسدية.
وفي يوليو 1941 تمكنت القوات النازية والرومانية من استعادة السيطرة على بيسارابيا خلال غزو قوات المحور للاتحاد السوفيتي وأُقيمت إدارة عسكرية هناك قامت بإعدام اليهود من السكان المحليين وترحيل البعض منهم إلى ترانسنيستريا حيث لاقى أعداد كبيرة منهم حتفهم هناك، على الجانب الآخر تداعى المجود الحربي لقوات المحور على الجبهة الشرقية خلال الهجوم السوفيتي على مدينتي ياشي وكيشينيف في أغسطس 1944 وما تبعه من انقلاب عسكري في رومانيا بحلول 23 أغسطس 1944 مما أجبر القوات الرومانية على وقف عمليات المقاومة في مواجهة التقدم السوفيتي بل وانضمت رومانيا لصف الاتحاد السوفيتي في حربها ضد ألمانيا، من ناحيته لم يكتفي الاتحاد السوفيتي بدخول بيسارابيا فحسب بل قام باحتلال كل الأراضي الرومانية دون قتال ساعده في ذلك وقوع أغلب الجنود الرومانيين في الأسر السوفيتي قبل الشروع في هجوم ياشي كيشيناو ممتثلين لأوامر الحكومة الجديدة برئاسة الملك ميخائيل والتي نصّت على عدم مقاومة الجيوش السوفيتية، وفي 12 سبتمبر 1944 وقّعت رومانيا هدنة موسكو مع الحلفاء تلتها اتفاقية السلام مع الاتحاد السوفيتي عام 1947 والتي اعتمدت الحدود السوفيتية الرومانية في 1 يناير 1941 حدودا فاصلة بين البلدين.
وظلتا بيسارابيا وبوكوفينا الشمالية جزئين من الاتحاد السوفيتي حتى تفككه عام 1991 بعدها أصبحوا أجزاء من دولتي أوكرانيا ومولدوفا حديثتي الاستقلال، من جانبها أدانت الحكومة المولدوفية في إعلان استقلالها الصادر في 27 أغسطس 1991 قيام جمهورية مولدوفا السوفيتية الاشتراكية معللة بذلك قيام الدولة دون أي سند أو أصل قانوني.

## خلفية
كمنطقة تاريخية، كانت بيسارابيا الجزء الشرقي من إمارة مولدافيا. في عام 1812، بموجب شروط معاهدة بوخارست، تنازلت الإمبراطورية العثمانية عن المنطقة، التي كانت مولدافيا دولة تابعة لها، للإمبراطورية الروسية.

### العلاقات السوفيتية الرومانية بين الحربين
كانت المسألة البيسارابية ذات طبيعة سياسية وقومية. وفقًا لإحصاء عام 1897، كان عدد سكان بيسارابيا، التي كانت آنذاك تابعة للإمبراطورية الروسية، 47,6% مولدوفي، 19,6% أوكرانيين، 8% روس، 11,8% يهود، 5,3% بلغاريون، 3,1% ألمان و2,9% قوقاز. أظهرت الأرقام انخفاضًا كبيرًا في نسبة المولدوفيين والرومانيين مقارنة بإحصاء عام 1817، الذي أجري بعد فترة وجيزة من ضم الإمبراطورية الروسية لبيسارابيا عام 1812. وفي هذا المسح، كان المولدوفيون والرومانيون يمثلون 86% من السكان. كان الانخفاض الملحوظ في إحصاء عام 1897 ناتجًا عن السياسات الروسية المتمثلة في توطين الجنسيات الأخرى والترويس في بيسارابيا.
خلال الثورة الروسية عام 1917، شُكل مجلس وطني في بيسارابيا لإدارة المقاطعة. بدأ المجلس، المعروف محليًا باسم سفاتول ري، العديد من الإصلاحات الوطنية والاجتماعية، وفي الفترة ما بين 2-15 ديسمبر 1917، أعلن عن جمهورية مولدوفا الديمقراطية جمهورية التي تتمتع بالحكم الذاتي داخل جمهورية روسيا الاتحادية الديمقراطية.
شُكل مجلس رومشيرود، وهو مجلس منافس كان مواليًا لبتروغراد السوفياتي، وبحلول أواخر ديسمبر، سيطر على العاصمة كيشيناو وأعلن نفسه السلطة الوحيدة على بيسارابيا. بموافقة الحلفاء، ووفقًا للتأريخ الروماني، بناءً على طلب سفاتول ري، دخلت القوات الرومانية بيسارابيا في أوائل يناير 1918، وبحلول فبراير، كانت قد دفعت السوفييت وراء نهر دنيستر. على الرغم من التصريحات اللاحقة لرئيس الوزراء الروماني بأن حكومة بيسارابيا وافقت على الاحتلال العسكري، فقد قوبل التدخل باحتجاج من قبل السكان المحليين، ولا سيما من قبل أيون إنكولي، رئيس سفاتول وري، وبانتليمون إرهان، رئيس تنفيذي لمجلس مولدوفا المؤقت. حتى أن السلطة التنفيذية سمحت للميليشيا المولدافية سيئة التنظيم بمقاومة التقدم الروماني على الرغم من عدم نجاحها. في أعقاب التدخل، قطعت روسيا السوفيتية العلاقات الدبلوماسية مع رومانيا وصادرت الكنز الروماني، الذي خُزِّن في موسكو لحفظه. لتهدئة الوضع، أصدر ممثلو الوفاق في ياش ضمانًا بأن وجود الجيش الروماني كان مجرد إجراء عسكري مؤقت لاستقرار الجبهة، دون التأثير على الحياة السياسية في المنطقة. في يناير 1918، أعلنت جمهورية أوكرانيا الشعبية استقلالها عن روسيا، الأمر الذي ترك بيسارابيا معزولة جسديًا عن حكومة بتروغراد وأدى إلى إعلان استقلال جمهورية مولدوفا في 24 يناير/ 5 فبراير. يعتبر بعضر المؤرخين أن إعلان الحرب جاء تحت ضغط روماني. بعد عدة احتجاجات سوفييتية، في 20 فبراير/ 5 مارس، وقع رئيس الوزراء الروماني، الجنرال ألكسندرو أفريسكو، معاهدة مع الممثل السوفيتي في أوديسا، كريستيان راكوفسكي، والتي نصت على إجلاء القوات الرومانية من بيسارابيا في غضون شهرين مقابل إعادة أسرى الحرب الرومانيين المحتجزين من قبل رومشيرود. بعد أن أجبر الجيش الأبيض السوفييت على الانسحاب من أوديسا، ووافقت الإمبراطورية الألمانية على ضم الرومان لبيسارابيا في اتفاقية سرية (جزء من معاهدة بوفتي للسلام) في 5/18 مارس، تنكرت الدبلوماسية الرومانية المعاهدة من خلال الادعاء بأن السوفييت لم يتمكنوا من الوفاء بالتزاماتهم.
في 27 مارس/ 9 أبريل 1918، صوت سفاتول ري سريًا لاتحاد بيسارابيا مع رومانيا، بشرط تحقيق الإصلاح الزراعي (على الرغم من عدم اكتمال النصاب). وبلغ عدد أعضاء الاتحاد 86 صوتًا مقابل 3 أصوات وامتناع 36 نائبًا وغياب 13 نائبًا. يعتبر التصويت مثيرًا للجدل من قبل العديد من المؤرخين، بما في ذلك المؤرخون الرومانيون مثل كريستينا بيتريسكو وسورين ألكساندريسكو. وفقًا للمؤرخ تشارلز كينج، مع وجود القوات الرومانية بالفعل في كيشيناو، والطائرات الرومانية تحلق فوق قاعة الاجتماعات ورئيس الوزراء الروماني ينتظر في الردهة، اختار العديد من نواب الأقليات عدم التصويت. في 18 أبريل، أرسل جورجي شيشيرين، المفوض السوفيتي للشؤون الخارجية، مذكرة احتجاج على انضمام بيسارابيا إلى رومانيا.
في أغسطس 1916، وقع الوفاق ورومانيا المحايدة اتفاقية سرية تنص على أن رومانيا ستنضم إلى الحرب ضد القوى المركزية في مقابل عدة أقاليم من النمسا والمجر، مثل بوكوفينا. خلال نهاية الحرب العالمية الأولى، بدأت الحركات الوطنية للرومانيين والأوكرانيين في الظهور في المقاطعة، لكن كلتا الحركتين كانت لهما أهداف متضاربة، كل منهما تسعى إلى توحيد المقاطعة مع دولتها الوطنية. وهكذا، في 25 أكتوبر 1918، أعلنت اللجنة الوطنية الأوكرانية، التي كانت لها اليد العليا في تشيرنوفيتز، أن شمال بوكوفينا يسكنها أغلبية أوكرانية، وهي جزء من جمهورية أوكرانيا الشعبية الغربية. في 27 أكتوبر، حذا الرومانيون حذوهم، وأعلنوا أن المنطقة بأكملها متحدة مع رومانيا، ودعوا القوات الرومانية. سرعان ما أسس التدخل الروماني الجمعية الرومانية كقوة مهيمنة، وفي 28 نوفمبر، صوت كونغرس الرومان والألمان والبولنديين على الاتحاد مع رومانيا. قاطع ممثلو السكان الأوكرانيين واليهود المؤتمر، واستمر الصراع بين الفصائل العرقية لعدة أشهر.
خلال الحرب الأهلية الروسية، أصدرت الحكومات السوفيتية لأوكرانيا وروسيا، مدفوعة بالاضطرابات في بيسارابيا من الاحتلال الروماني، إنذارًا مشتركًا لرومانيا في 1 مايو 1919، لانسحابها من بيسارابيا، وفي اليوم التالي، أصدر كريستيان راكوفسكي رئيس الحكومة السوفيتية الأوكرانية إنذارًا آخر لانسحاب القوات الرومانية من بوكوفينا أيضًا. دفع الجيش الأحمر الرومانيين وراء نهر دنيستر، وأعلِنت جمهورية بيسارابيا الاشتراكية السوفيتية. جاء الإنذار أيضًا في سياق جمهورية المجر السوفيتية، حيث كان السوفييت يأملون في منع التدخل الروماني في المجر. منع تمرد هائل في أوكرانيا المزيد من التقدم السوفياتي. واصلت روسيا السوفيتية سياستها المتمثلة في عدم الاعتراف بالسيادة الرومانية على بيسارابيا، التي اعتبرتها أرضًا تحتلها رومانيا، حتى عام 1940.
خلال المفاوضات قبل معاهدة باريس، طلب ممثل الولايات المتحدة إجراء استفتاء عام في بيسارابيا لتقرير مستقبلها، لكن الاقتراح رفض من قبل رئيس الوفد الروماني، أيون آي س. بريتيانو، الذي ادعى مثل هذا التعهد سيسمح بتوزيع الدعاية البلشفية في بيسارابيا ورومانيا. كما طلب الروس البيض إجراء استفتاء عام في مؤتمر السلام، لكنهم رفضوا مرة أخرى. استمر السوفييت في الضغط من أجل إجراء استفتاء خلال العقد التالي، ليُطردوا في كل مرة من قبل الحكومة الرومانية.
اعتُرف بالسيادة الرومانية على بيسارابيا بحكم القانون من قبل المملكة المتحدة وفرنسا وإيطاليا واليابان في معاهدة بيسارابيا، الموقعة في 28 أكتوبر 1920. أخطرت روسيا السوفيتية وأوكرانيا رومانيا على الفور بأنهم لم يعترفوا بصحة المعاهدة ولم يأخذوا في الاعتبار أنفسهم ملزمون بها. في النهاية، فشلت اليابان في التصديق على المعاهدة، وبالتالي لم تدخل حيز التنفيذ أبدًا، تاركة رومانيا بدون إجراء دولي صالح لتبرير حيازتها على بيسارابيا. رفضت الولايات المتحدة مناقشة التغييرات الإقليمية في الإمبراطورية الروسية السابقة دون مشاركة حكومة روسية. وبالتالي، رفضت الاعتراف بدمج بيسارابيا في رومانيا، وعلى عكس موقفها المتمثل في الاعتراف باستقلال دول البلطيق، فقد أصرّت على أن بيسارابيا كانت منطقة خاضعة للاحتلال العسكري الروماني وأدرجت حصة بيسارابيا للهجرة في روسيا في عام 1923. في عام 1933، أدرجت حكومة الولايات المتحدة ضمنيًا حصة هجرة بيسارابية في حصة رومانيا، وهو عمل اعتبرته الدبلوماسية الرومانية اعترافًا فعليًا. ومع ذلك، خلال الحرب العالمية الثانية، جادلت الولايات المتحدة بأنها لم تعترف أبدًا بوحدة بيسارابيا مع رومانيا.